# Frankie Miller
Francis John Miller (2 de noviembre de 1949 en Glasgow) es un músico y compositor escocés de música rock. Miller ha compuesto canciones y ha grabado con una gran variedad de artistas, y es reconocido en la escena por su álbum Full House, en sencillo "Darlin'" y su dueto con Phil Lynott en la canción de Thin Lizzy "Still in Love with You". En 1978 Bob Seger afirmó que Miller "fue una gran influencia" en su carrera.

## Discografía

### Estudio
- Once in a Blue Moon (1973)
- High Life (1974)
- The Rock (1975)
- Full House (1977)
- Double Trouble (1978)
- Falling in Love (1979)
- Easy Money (1980)
- Standing on the Edge (1982)
- Dancing in the Rain (1985)

#### En vivo
- BBC Radio 1 Live in Concert (1994)

#### Recopilaciones
- The Very Best of Frankie Miller (1994)
- Frankie Miller That's Who (2011)